# 木洩れ日の家で
『木洩れ日の家で』（こもれびのいえで、Pora umierać）は2007年のポーランド映画。英題は『Time to Die』（原題のポーランド語「Pora umierać」の直訳）。
撮影当時91歳だったダヌタ・シャフラルスカが主演し、世界中の様々な映画祭で賞を獲得（詳細は後述）するなど高い評価を受け、日本でもミニシアターでロングランとなった。

## ストーリー
2006年春、ワルシャワ郊外の古びた木造の一軒家に愛犬と暮らす老女の最期の日々を描く。

## キャスト
アニェラ・アントニナ・ヴァルテラ
演 - ダヌタ・シャフラルスカ（若年期：ヨアンナ・シャルコヴスカ）
愛犬フィラデルフィア（フィラ）と暮らしている老女。1915年6月1日生まれ。
生まれてからずっとパンナ・ヴォドナ通り13番の一軒家に住んでいる。
ヴィトゥシュ
演 - クシシュトフ・グロビシュ（少年期：ヴィト・カチャノフスキ・ジュニア）
アニェラの1人息子。母親を疎んじている。
勝手にアニェラの家を隣家の金持ちに売ろうとする。
マジェンカ
演 - マルタ・ヴァルテラ
ヴィトゥシュの妻。
アニェラの孫娘
演 - パトルィツィヤ・シェフチク
ヴィトゥシュとマジェンカの娘。太っている。
両親の影響で祖母アニェラを小馬鹿にしている。
若いカップル
演 - アグニェシュカ・ポトシャドリク、ピョトル・ツィアルキーヴィッツ
アニェラの隣家で子供たちのための音楽クラブを共同経営している。
ドストエフスキー
演 - カミル・ビタウ
アニェラの家に忍び込んだ少年。音楽クラブに所属。
アニェラの隣人
演 - ヴェロニカ・カルヴォフスカ
隣家に住む女性。週末だけ会いに来る愛人に囲われている。
アニェラの隣人のパトロン
演 - カイ・シェーンハルス
金持ち。アニェラの家を買い取ろうとしている。
女医
演 - マウゴジャタ・ロジニャトフスカ
しつこい男
演 - ロベルト・トマシェフスキ
隣家の代理人としてアニェラに家の売却をしつこく迫る。
コニイェッツポルスキ
演 - ヴィトルト・カチャノフスキ
公証人。アニェラの家の譲渡契約に携わる。

## 受賞歴
- 2007年 グディニャ・ポーランド映画祭 主演女優賞・観客賞
- 2008年 サンフランシスコ国際映画祭 観客賞
- 2008年 トリエステ国際映画祭 審査員特別賞・観客賞
- 2008年 ベルジャーンシク国際映画祭 最優秀作品賞・主演女優賞
- 2008年 マルメ国際女性映画祭 最優秀作品賞・観客賞
- 2008年 ウィスコンシン国際映画祭 観客賞
- 2008年 リーズ国際映画祭 観客賞
- 2009年 ジンバブエ国際映画祭 最優秀作品賞